# Копитото (телевизионна кула)
Телевизионна кула „Копитото“ е телевизионна кула, намираща се в местността Копитото на планината Витоша на юг от София. Висока е 186 метра и е една от най-високите сгради в България. Намира се на 1345 m надморска височина. Кулата е проектирана от архитектите Любен Попдонев и Стефан Тилев. Построена е през 1986 година като заместител на старата телевизионна кула в София и обслужва столицата и Софийско поле.